# Walter Passarge

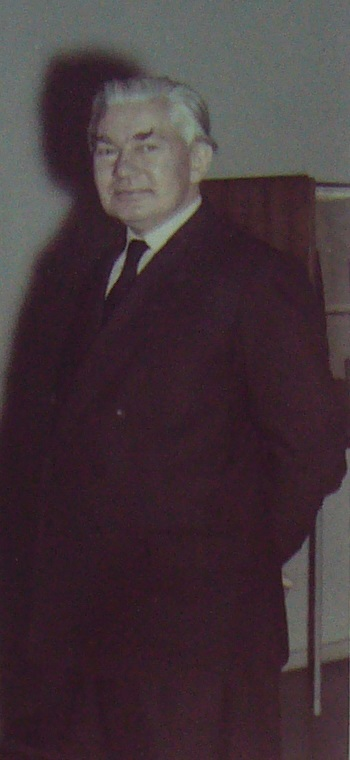
Walter Passarge (1957)

Walter Passarge (* 23. Mai 1898 in Erfurt; † 30. Juli 1958 in Mannheim) war deutscher Kunsthistoriker.

## Leben
Passarge studierte Kunstgeschichte und wurde 1923 an der Universität Leipzig bei Wilhelm Pinder mit einer Arbeit zum deutschen Vesperbild im Mittelalter promoviert. Er war zunächst von 1922 bis 1925 als Kunsthistoriker am Museum in Erfurt tätig, danach bis 1927 als Dozent an der Staatlichen Kunstakademie in Kassel und bis 1936 als Direktorialassistent am Thaulow-Museum und als Dozent an der Handwerkerschule in Kiel. Vom 1. Juli 1936 bis zu seinem Tod war er Leiter der städtischen Kunsthalle Mannheim. In seiner Zeit in der Kunsthalle Mannheim hatte er dort vor allem mit der 1937 einsetzenden zweiten Welle von Beschlagnahmungen durch die Nationalsozialisten und deren Einfluss auf die Auswahl der gezeigten Kunst zu tun. In jener Zeit verlagerte er den Schwerpunkt der Mannheimer Kunsthalle auf das politisch weniger verfängliche Kunstgewerbe. Nach dem Zweiten Weltkrieg lag es an ihm, den durch die Einwirkungen von Nationalsozialismus und Weltkrieg sehr geschmälerten Bestand der Kunsthalle neu aufzubauen, wobei sein besonderes Augenmerk der deutschen und modernen Kunst sowie den Sammlungen des 19. und 20. Jahrhunderts galt. Er hat vielfach zu verschiedensten kunsthistorischen Themen publiziert.

## Veröffentlichungen
- Das deutsche Vesperbild im Mittelalter (= Deutsche Beiträge zur Kunstwissenschaft, Bd. 1). Marcan, Köln 1924.
- Der Dom und die Severikirche zu Erfurt (= Deutsche Bauten, Bd. 8). Hopfer, Burg bei Magdeburg 1926 (2. Aufl. 1935).
- Zur stilgeschichtlichen Stellung der Schenkschive. In: Direktion des Kunstgewerbemuseums der Stadt Flensburg (Hrsg.): Festschrift aus Anlaß des 25jährigen Eröffnungstages des Museumsgebäudes am 19. August 1928. Verlag des Kunstgewerbemuseums der Stadt Flensburg, Flensburg 1928, S. 83–99.
- Die Philosophie der Kunstgeschichte in der Gegenwart (= Philosophische Forschungsberichte, Bd. 1). Junker & Dünnhaupt, Berlin 1930 (Nachdruck: Mäander-Kunstverlag, Mittenwald 1981, ISBN 3-88219-121-X).
- Alte und neue Keramik in Kiel. In: Mitteilungen der Gesellschaft für Kieler Stadtgeschichte, Bd. 38 (1935), S. 99–146.
- Deutsche Forschungen zur schleswig-holsteinischen Kunstgeschichte von 1921 bis 1934. In: Zeitschrift für Schleswig-Holsteinische Geschichte, Bd. 63 (1935), S. 414–445 u. Bd. 64 (1936), S. 430–442.
- Deutsche Werkkunst der Gegenwart (= Die Kunstbücher des Volkes, Bd. 20). Rembrandt, Berlin 1937 (2. Aufl. 1944).